# Raoul Aubaud
Raoul Aubaud, né le 3 novembre 1881 au Havre en Seine-Inférieure et décédé le 24 décembre 1966 dans cette même ville, est un homme politique français.

## Biographie
Journaliste, installé dans l'Oise avant la première guerre mondiale, il y installe la Ligue des Droits de l'Homme et s'investit dans les œuvres scolaires, créant notamment des colonies de vacances pour les enfants de Beauvais et de la région.
Engagé volontaire en 1914, il combat pendant toute la durée de la guerre. Il est démobilisé avec la croix de Guerre.
De retour à la vie civile, il reprend son travail de journaliste, tout en s'orientant vers la politique. Conseiller général de l'Oise en 1926, dans le Canton de Coudray-Saint-Germer, il conserve ce mandat lors des renouvellements suivants.
Il est élu député radical de l'Oise en 1928 et sera réélu en 1932 et 1936.
Député actif, il est notamment l'auteur d'une loi, dite "Loi Aubaud" qui, en 1929, crée les directions départementales des PTT.
Secrétaire général du parti radical en 1934, il est réélu député en 1936 et nommé Sous-secrétaire d'État à l'Intérieur, en charge essentiellement de l'Algérie, du 4 juin 1936 au 10 avril 1938 dans les gouvernements Léon Blum (1), Camille Chautemps (3), Camille Chautemps (4) et Léon Blum (2).
Il émet notamment des critiques sur le Service des affaires indigènes nord-africaines de la préfecture de police de Paris, qualifié de service d'espionnage.
Le 10 juillet 1940, il vote en faveur du projet de loi constitutionnel accordant les pleins pouvoirs au maréchal Philippe Pétain.
Néanmoins, il apparaît comme très suspect au régime de Vichy, qui le révoque de son mandat de conseiller général, et reste pendant toute l'occupation sous la surveillance de la Gestapo.
A la Libération, il devient président de la fédération radicale de l'Oise, mais n'obtient pas d'être relevé de son inéligibilité. Il abandonne alors la lutte électorale.

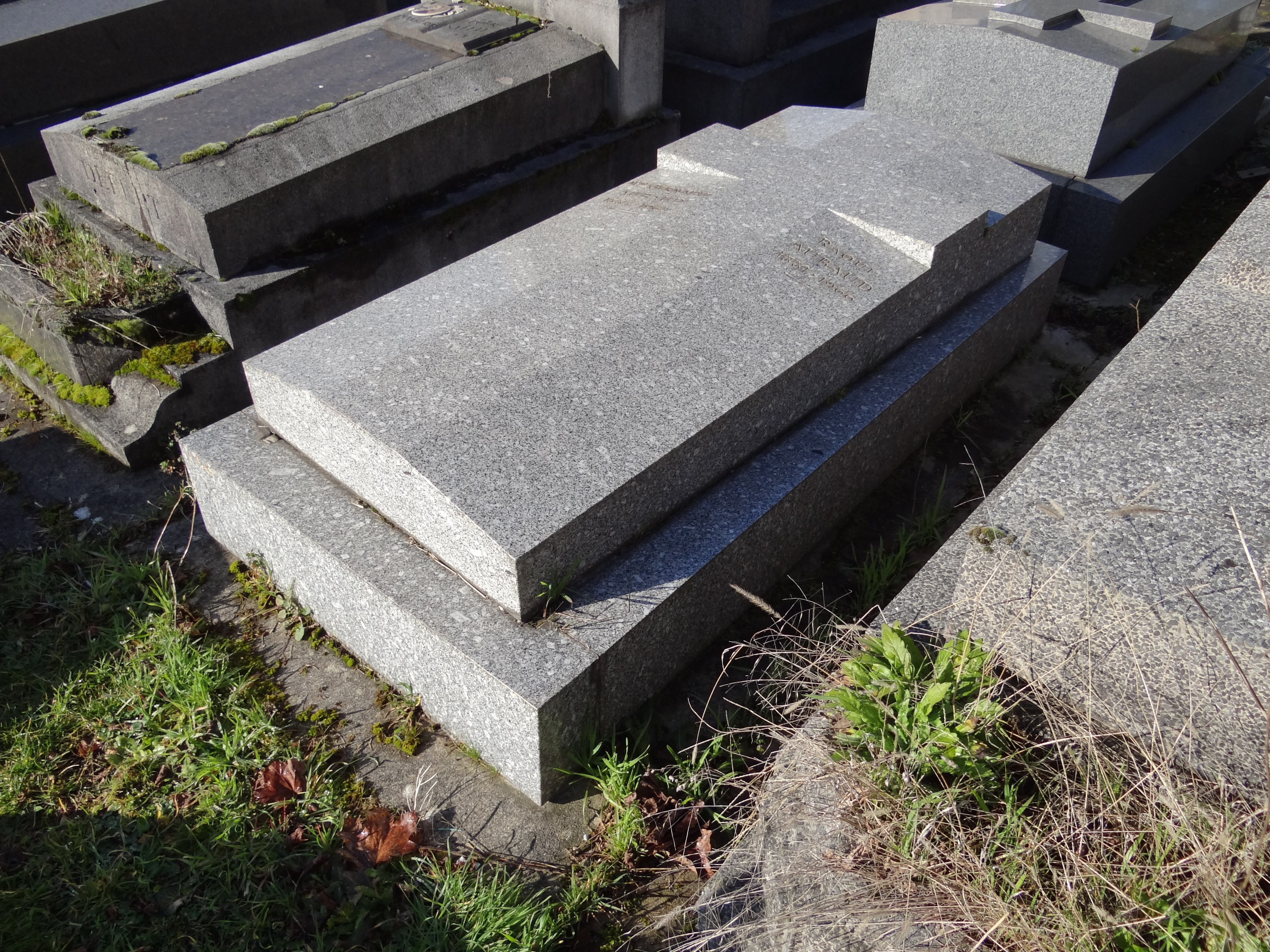
La tombe de Raoul Aubaud au cimetière de Montrouge à Paris.

Après sa mort, son nom est donné à une école primaire de Beauvais, et à une rue de Sérifontaine.

## Sources
- « Raoul Aubaud », dans le Dictionnaire des parlementaires français (1889-1940), sous la direction de Jean Jolly, PUF, 1960 [détail de l’édition]